# Burns (Wyoming)
Burns es un pueblo ubicado en el condado de Laramie en el estado estadounidense de Wyoming. En el año 2010 tenía una población de 301 habitantes y una densidad poblacional de 38.1 personas por km².

## Geografía
Burns se encuentra ubicado en las coordenadas 41°11′27.28″N 104°21′32.36″O / 41.1909111, -104.3589889. Según la Oficina del Censo, la localidad tiene un área total de 7,9 km² (3,1 mi²), de la cual 7,9 km² (3,1 mi²) es tierra y 0 km² (0 mi²) (0.0%) es agua.

### Localidades adyacentes
El siguiente diagrama muestra a las localidades en un radio de 40 kilómetros (24,9 mi) de Burns.

## Demografía
En el 2000 la renta per cápita promedia del hogar era de $31.875, y el ingreso promedio para una familia era de $33.333. El ingreso per cápita para la localidad era de $15.460. En 2000 los hombres tenían un ingreso per cápita de $93.929 contra $19.286 para las mujeres. Alrededor 14.7% de la población estaba bajo el umbral de pobreza nacional.